# Prionospio lineata
Prionospio lineata är en ringmaskart som beskrevs av Imajima 1990. Prionospio lineata ingår i släktet Prionospio och familjen Spionidae. Inga underarter finns listade i Catalogue of Life.